# Parajillos
Parajillos är en ort i Mexiko.   Den ligger i kommunen Acajete och delstaten Veracruz, i den sydöstra delen av landet, 220 km öster om huvudstaden Mexico City. Parajillos ligger 2 018 meter över havet och antalet invånare är 122.
Terrängen runt Parajillos är bergig, och sluttar österut. Runt Parajillos är det ganska tätbefolkat, med 172 invånare per kvadratkilometer. Närmaste större samhälle är Xalapa, 13,2 km sydost om Parajillos. Omgivningarna runt Parajillos är en mosaik av jordbruksmark och naturlig växtlighet.